# Demented Are Go
Demented Are Go, brittiskt psychobillyband som startade 1982 med den färgstarke sångaren Sparky och basisten Strangy

## Medlemmar
Nuvarande medlemmar
- Sparky (Mark Phillips) – sång
- Grischa – ståbas
- Holger – gitarr
- Gaybeul – trummor

Tidigare medlemmar
- Gavin Evans – gitarr
- Dick Thomas – gitarr
- Ray Thompson – basgitarr
- Ant Thomas – trummor, basgitarr, sång
- Lex "Luthor" – gitarr (1985 – 1997, 1999 – 2003)
- Stan Standen – gitarr (1997 – 2000, 2002 – 2010)
- Paul "Choppy" Lambourne – ståbas
- Kelvin Klump – ståbas (2003)
- Graeme Grant – ståbas (1985 – 1997)
- Strangy – ståbas (2003 – 2005)
- Doyley – gitarr (2003 – 2005).
- Criss Damage – trummor (2001 – 2004, 2010 – 2013)
- 'Rockin' Rick Tanner – basgitarr (2006)

## Diskografi
Studioalbum
- In Sickness & In Health (1986)
- Kicked Out of Hell (1988)
- The Day the Earth Spat Blood (1989)
- Orgasmic Nightmare (1991)
- Tangenital Madness On A Pleasant Side Of Hell (1993)
- Hellucifernation (1999)
- I Wanna See You Bleed!! (2000)
- Hellbilly Storm (2005)
- Welcome back to Insanity Hall (2012)

Livealbum
- Sick Sick Sick (1987)
- Live and Rockin' (1990)
- Go Go Demented (1990)
- Live in Japan (1993)
- Who Put Grandma Under the Stairs (1996)
- Stomping at the Klubfoot (2002)
- Live at the Galaxy (2003)
- Call of the Wired (2004)

Samlingsalbum
- The Best of Demented Are Go (1993)
- Satan's Rejects 1: The Very Best of Demented Are Go (1997)
- Satan's Rejects 2: The Very Best of Demented Are Go (1999)
- I Wanna See You Bleed!! (2000)

Singlar
- "Holy Hack Jack" (1986)
- "Marijuana" (1993)
- "German Tour Single" (1995)
- "I Wanna See You Bleed!!" (1996)
- "Demons of the Swamp" (1997)
- "Daddy's Making Monsters" (1999)
- "Hotrod Vampires" / "Out of Control" (2005)
- "Lucky Charm" / "Another Thing Coming" (2012)